# Nernst (cráter)
Nernst es un cráter de impacto que se encuentra en la cara oculta de la Luna, justo más allá del terminador noroeste. Se encuentra sobre la parte norte de la llanura amurallada del cráter de mayor tamaño Lorentz, invadiendo ligeramente el borde noroeste del cráter Röntgen.
|  |

El borde de Nernst está relativamente bien definido, aunque varios impactos más pequeños lo atraviesan. El cráter satélite Nernst T interrumpe el sector occidental del borde. Cráteres más pequeños también se alinean hacia el suroeste y el sur-sureste. Alrededor del resto de la pared interior aparecen zonas derrumbadas, con estructuras aterrazadas.
El interior de Nernst es relativamente llano, con una formación de pico central desplazada ligeramente al sur del punto medio. Un par de pequeños cráteres se encuentra en el suelo interior en los bordes interiores occidental y meridional. Las partes del suelo restante están marcadas por una serie de grietas. En la mitad sur estas rimae forman surcos que se extienden generalmente de este a oeste.

## Cráteres satélite

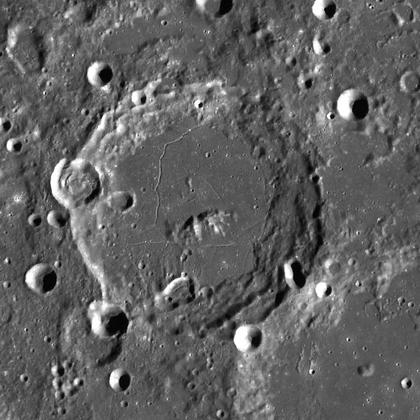
Fotografía de la misión Lunar Reconnaissance Orbiter

Por convención estos elementos son identificados en los mapas lunares poniendo la letra en el lado del punto medio del cráter que está más cercano a Nernst.
|        | \| Nernst \| Coordenadas \| Diámetro \| \| ------ \| ----------------------------- \| -------- \| \| T \| 35°48′N 96°54′O / 35.8, -96.9 \| 25 km \| |          |
| Nernst | Coordenadas | Diámetro |
| T      | 35°48′N 96°54′O / 35.8, -96.9 | 25 km    |